# متحف أرميتاج

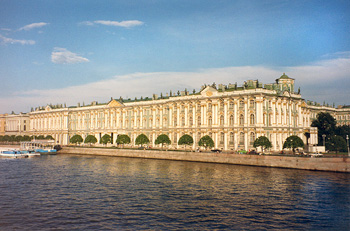
متحف هيرميتاج في سان بطرسبرغ ،روسيا

متحف هيرميتاج في سان بطرسبرغ، روسيا يعد واحداً من أكبر المتاحف في العالم، ويحوي 3 ملايين تحف فنية (لا تعرض مرة واحدة)، واحد من أقدم المتاحف والمعارض الفنية والبشرية والتاريخ والثقافة في العالم. وتقع الفروع الدولية لمتحف هيرميتاج في امستردام، لندن، ولاس فيغاس وفيرارا (إيطاليا). يحمل متحف هيرميتاج سجل غينيس لأكبر مجموعة من اللوحات في العالم.
النقاط القوية في متحف هيرميتاج جمع الفن الغربي وتشمل أعمال مايكل انجلو، ليوناردو دا فينشي، وروبنس، فان دايك، رمبرانت، بوسان، جيوفاني انطونيو كانال، مونيه، رينوار، سيزان، فان جوخ، غوغان، بيكاسو، وماتيس. وهناك العديد من أكثر المجموعات، ولكن، بما في الإمبراطورية الروسية الملابس الفخمة، ومجموعة متنوعة من مجوهرات فابرجيه Fabergé، وأكبر مجموعة من مجموعات الذهب القديمة من شرق أوروبا وغرب آسيا.

## التاريخ
افتتح متحف هيرميتاج في فبراير/ شباط العام، 1852، وافتتحه القيصر الروسي نيقولا الأول بجوار قصره الشتوي على نهر نيفا في سانت بطرسبرغ التي كانت عاصمة روسيا القيصرية قبل الثورة البلشفية العام 1917 وأطلقت عليه الإمبراطورة كاترينا الثانية اسم ‘’أرميتاج’’ وهي كلمة فرنسية تعني الخلوة أو المكان المنعزل الذي كانت تقضي فيه الإمبراطورة معظم وقتها بمفردها أو مع وصيفاتها المقربات منها هرباً من قواعد بروتوكول الحكم التي كانت تكرهها الإمبراطورة، ثم جاءت الثورة البلشفية الشيوعية العام 1917 لتسقط القيصر وتأمر بتحويل القصر الشتوي والمباني الأربعة الضخمة الملحقة به إلى متحف كبير أصبح هو المتحف العالمي هيرميتاج 
ويعود ازدهار متحف هيرميتاج إلى النصف الثاني من القرن الثامن عشر، عهد ازدهار الإمبراطورية الروسية، زمن القيصرة الشهيرة كاترين الثانية. في 1764 عن طريق شراء أكثر من 225 من اللوحات لوحة، يعود معظمها إلى المدرسة الفلاماندرية والهولندية. ن كان القياصرة يوفدون السفراء الروس في العواصم الاجنبية
للحصول على أفضل المجموعات المعروضة للبيع. كانت الحكومة البريطانية في وضع يمكنها من شراء مجموعة خاصة من المكانة الدولية في اواخر القرن الثامن عشر، ولكن لم تعمل عليه. هذه المجموعة هي مجموعة السير روبرت والبول، لأن ذريته نظرت في طرح المجموعة للبيع في 1777. دعى النائب الراديكالي جون وايلكس، متحدثا إلى مجلس العموم، إلى ان يبني معرضا نبيلا واسعا في حديقة المتحف البريطاني لاستقبال هذا الكنز الذي لا يقدر بثمن". لم تكترث الحكومة بالنداء الذي وجهه وايلكس وبعد مرور 20 سنة كانت مجموعة السير روبرت والبول في مجملها قد اشترت من قبل كاترين العظمى؛ ووضعت في متحف هيرميتاج. عدة أعمال ليوناردو دا فينشي، فان ايك، ورافاييل تم شراؤها في إيطاليا. مجموعة هيرميتاج من أعمال رمبرانت كانت تعتبر أكبر مجموعة في العالم.

## التوسع في القرن العشرين
أعلن هيرميتاج الامبراطوري ملكا للدولة السوفياتيه بعد ثورة عام 1917. فضم هيرميتاج مجموعات المتاحف، التي كانت منتشرة في ضواحي بطرسبرغ، والمجموعات الخاصة، التي جرى الاستيلاء عليها وتأميمها، فتضاعف مخزون المتحف. خلال العشرينات والثلاثينات من القرن العشرين، في ظل حكم ستالين امرت الحكومة بيع أكثر من الفي تحف فنية، بما في ذلك بعض من أثمن مجموعات هيرميتاج وشملت هذه التحف التي لا تقدر بثمن مثل رافاييل 'دا البا مادونا، تيتيان' فينوس.

## هيرميتاج في القرن الحادي والعشرين
في السنوات الأخيرة، توسع هيرميتاج إلى المباني المجاورة لهيئة الاركان العامة، واطلق عدة مشاريع طموحة في الخارج، الفروع الدولية لمتحف هيرميتاج تقع في امستردام، لندن، ولاس فيغاس وفيرارا (إيطاليا)، اغلق متحف هيرميتاج في لندن بشكل دائم في تشرين الثاني / نوفمبر 2007.

## ميزات المتحف
يتميز متحف هيرميتاج على أكثر متاحف العالم كلها بضخامة مبانيه الخمسة وتصميم قاعاته وعدد المعروضات الكثيرة والهامة فيه والتي تعود إلى مشاهير الفن العالمي في روسيا وخارجها.بالايضافة إلى أن متحف هيرميتاج يعد من أهم المعالم السياحية في روسيا، وقد اهتم الاتحاد السوفييتي بالمتاحف والمكتبات العامة اهتماما كبيرا بحيث أصبحت روسيا أولى دول العالم فيهما، حيث يوجد فيها 2300 متحف تحتوي على نحو 80 مليون قطعة معروضة، ونحو 50 ألف مكتبة تحتوى على أكثر من مليار مطبوعة، ويعمل في متحف هيرميتاج وحده ألف وخمسمئة شخص منهم نحو 160 عالماً وخبيراً في الفنون والآثار القديمة يعملون في معهد خاص بالمتحف يسمى معهد هيرميتاج، ويتولون صيانة وترميم المعروضات والبحث عن معروضات جديدة ودراسة تاريخ جميع المعروضات لتقديم معلومات كافية للزائرين للمتحف، ويزور هيرميتاج سنويا نحو 5,3 مليون زائر، وتحتوي مبانيه على 350 قاعة عرض تعرض فيها نحو 15 ألف لوحة فنية و12 ألف تمثال، و600 ألف قطعة أثرية وأكثر من مليون قطعة من المسكوكات الأسلحة الميداليات القديمة، وعشرات الآلاف من أندر الأيقونات المسيحية القديمة، وللمتحف فروع خارج روسيا في لندن وأمستردام في هولندا، وافتتح هيرميتاج العام 2004 فرعا له في لاس فيجاس بالولايات المتحدة الأميركية، وقد اعترضت على هذه الخطوة متاحف عالمية منهم متحف متروبوليتان الأميركي في نيويورك لأن مدينة لاس فيجاس لا تليق بالمتاحف لانتشار صالات القمار والملاهي الليلية فيها، ولكن مدير المتروبوليتان فيليب دي مونتيبيللو عاد واقتنع بخطوة هيرميتاج وافتتح فرعاً لمتحفه أيضا في لاس فيجاس.

## المبنى

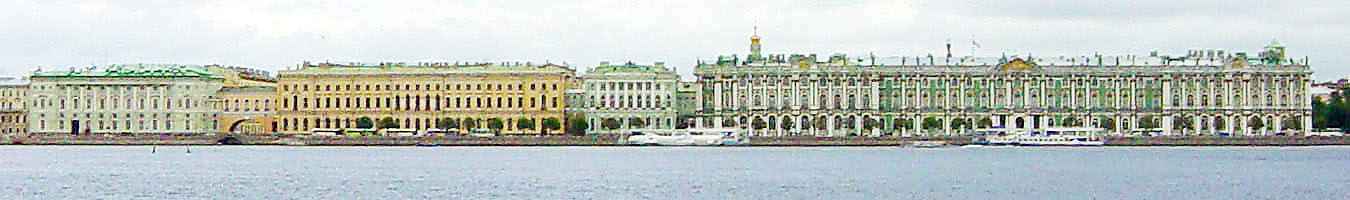
بانوراما متحف هيرميتاج، من اليسار إلى اليمين مسرح هيرميتاج-هيرميتاج القديم-هيرميتاج الصغير-المبنى الشتوي.

يتكون هيرميتاج من خمسة مبان كبيرة تقع على نهر نيفا وتلك المباني هي:
1. - القصر الشتوي : مبني على الطراز الإيطالي وصمم بناه العام 1752 المهندس المعماري الإيطالي الشهير راستريللي المتوفى في العام،1771 واستغرق بناء القصر عشر سنوات ثم افتتح كمقر للقيصر في فصل الشتاء إلى أن حوله الحكم الشيوعي بعد ثورة 1917 إلى متحف كبير.
2. - هيرميتاج الصغير: تم بناؤه بجوار القصر الشتوي العام 1764 وهو أول مبنى حمل اسم هيرميتاج بأمر من الإمبراطورة كاترينا الثانية التي قررت أن تجعل منه متحف خاص بها تجمع فيه مقتنياتها من اللوح والقطع الفنية النادرة، وتميز بناؤه بالأعمدة البيضاء من أرقى وأنقى أنواع الرخام والتي يتخللها الضوء من قطر يبلغ نحو ثمانين سنتيمتر، كما زينت أرض المتحف بالفسيفساء من أندر أنواع الأحجار الكريمة النادرة، وافتتحته الإمبراطورة بمجموعة من اللوحات يبلغ عددها 225 لوحة لأشهر الفنانين العالميين اشترتها الإمبراطورة من تاجر ألماني يدعى ‘’جونسكوفسكي’’ مقابل مبلغ من قليل المال لا يساوى الآن ثمن لوحة واحدة من هذه المجموعة.
3. - هيرميتاج القديم: تم بناؤه العام 1787 وخصص لحفظ اللوحات والأيقونات الثمينة، وكان دخوله قاصرا فقط على العائلة القيصرية وكبار الزوار من الملوك والأباطرة الأجانب.
4. - هيرميتاج الجديد: تم بناؤه العام،1852 ويعد أجمل المباني الخمسة من الناحية المعمارية حيث تم تشييده على عشرة أعمدة على شكل تماثيل ضخمة لعمالقة يحملون على أكتافهم الكرة الأرضية في الطابق الأسفل وأطلق على القاعة اسم ‘’قاعة الأطالس’’ نسبة إلى كلمة ‘’أطلس’’ التي أطلقت في اليونانية القديمة على العملاق الذي يحمل الكرة ارضية على كتفيه، وقام بتصميم ونحت التماثيل العشرة النحات الروسي الشهير ألكسندر توربينيف المتوفى العام،1859 ويحتو هيرميتاج الجديد على قاعات عرض لوحات فنية لأشهر الفنانين العالمين ومن بينهم قاعة تحمل اسم الفنان العالمي ليوناردو دافنشي وتضم بعض أشهر لوحاته مثل لوحات ‘’العذراء والقديس’’ ولوحة ‘’عذراء بينوا’’ ولوحة ‘’العذراء والزهرة’’.
5. - مسرح هيرميتاج: تم بناؤه العام 1802 وقام بتصميمه المهندس الإيطالي جياكومو كوارنجي المتوفي سنة 1817 واستغرق بناؤه حوالي عشرين عاما، ويضم قاعات لعرض تماثيل ومنحوتات لأشهر النحاتين في التاريخ ومنها تماثيل للنحات والفنان الإيطالي مايكل أنجلو مثل تمثال ‘’الصبي المتألم’’ وتمثال ‘’العبد المغلول’’.

## أهم مقتنيات المتحف

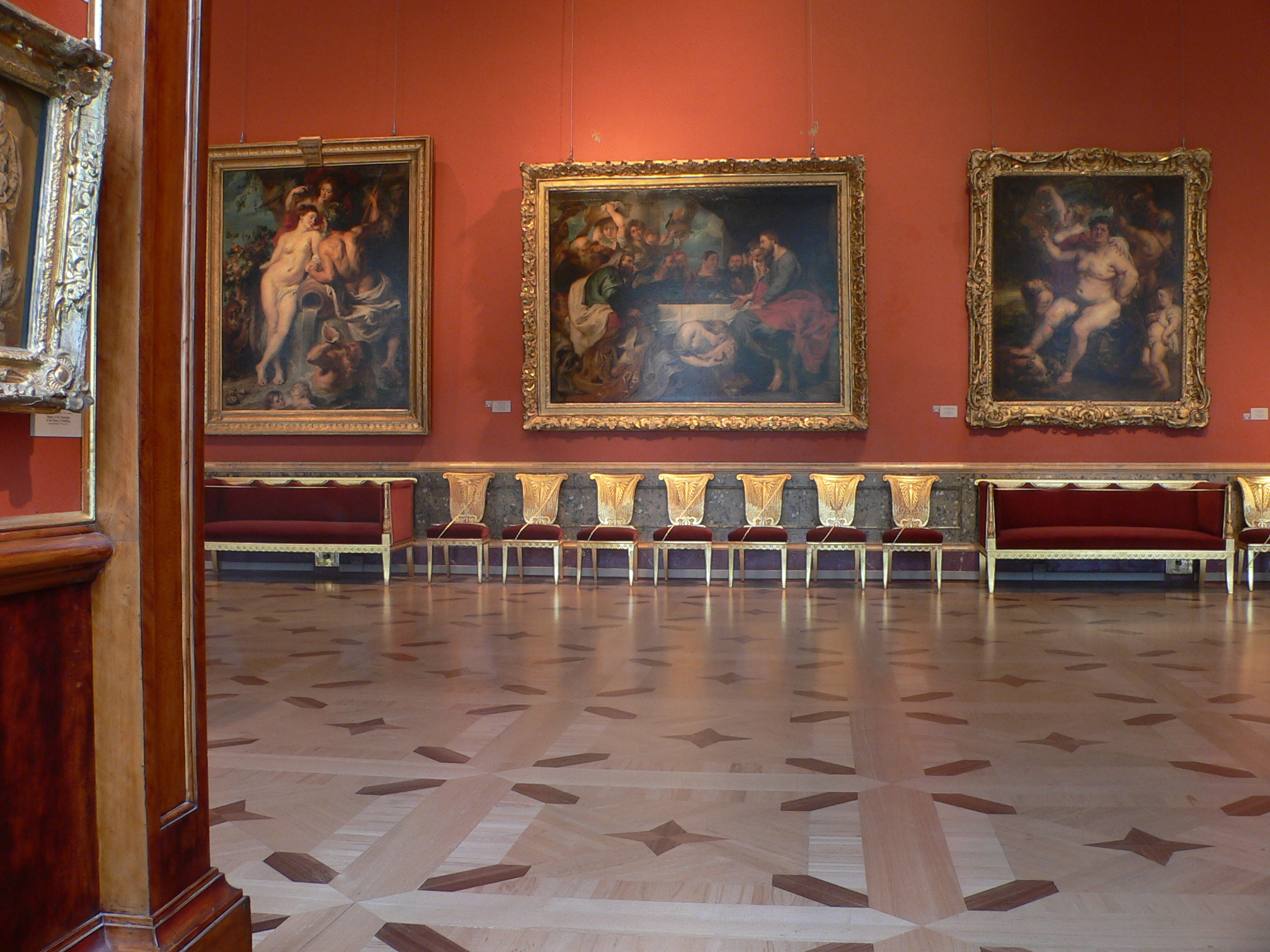
غرفة روبنس.

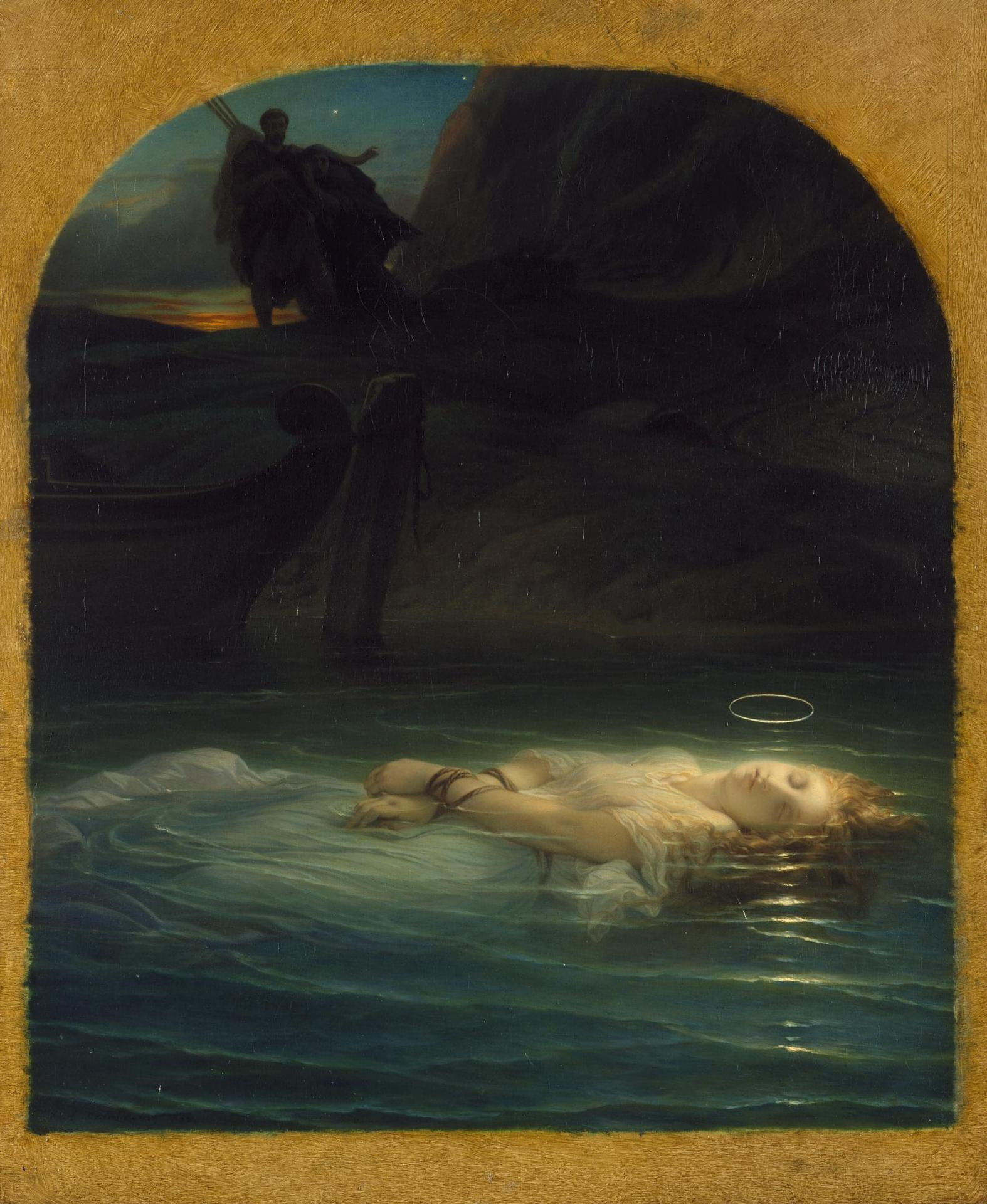
الشهيدة الشابة بريشة بول ديلاروش 1855. متحف هيرميتاج في سانت بطرسبرغ ، روسيا.

يضم هيرميتاج قاعات لعرض حضارات وحقب تاريخية مختلفة، فهناك قاعة الحضارات البدائية وحضارات العالم القديم، وقاعات لحضارات الشرق تضم الحضارات الفرعونية والبابلية والإسلامية والهندية والصينية وغيرها، وقاعات للفنون الأوروبية، وقاعات للحضارات اليونانية والرومانية، وقاعة كبيرة للفنون الروسية، وقاعة لتطور الأسلحة على مر التاريخ، وقاعات أخرى لقطع أثرية وأيقونات نادرة.
ومن أشهر معروضات هيرميتاج لوحات الفنانين العظماء ليوناردو دافنشي ومايكل أنجلو، ولوحات الفنان الإيطالي تيتسيان ومنها لوحات ‘’القديس سباستيان’’ و’’توبة مريم المجدلية’’ و’’دانايا’’، وللفنان الإسباني مويليو لوحات مثل ‘’بطرس وبولس’’ و’’الصبي والكلب’’ و’’صعود العذراء’’، ولوحات أخرى لمشاهير الفنانين الهولنديين أمثال ‘’فان ديك’’ و’’روبينز شنيدرز’’ و’’شتين’’، وفنان عصر النهضة ‘’رمبرانت’’ الذي يقتني هيرميتاج 25 لوحة من لوحاته مثل ‘’عجوز يرتدى الأحمر’’ و’’الإنزال عن الصليب’’ و’’المحارب العجوز’’، ومن الفنانين الفرنسيين أمثال شاردين وبورشيه وفاتور ومينيار وبوسين وغيرهم، والكثير من لوحات الفنانين المعاصرين أمثال بيكاسو وفان جوخ وغيرهما، إلى جانب الآلاف من لوحات أشهر الفنانين الروس، كما توجد في القسم الإسلامي نسخ نادرة وقديمة من القرآن، وحوض كبير من الطراز الفارسي قطره 5,2 مترا أهداه الملك المغولي تيمورلنك بعد إسلامه لأحد المساجد.

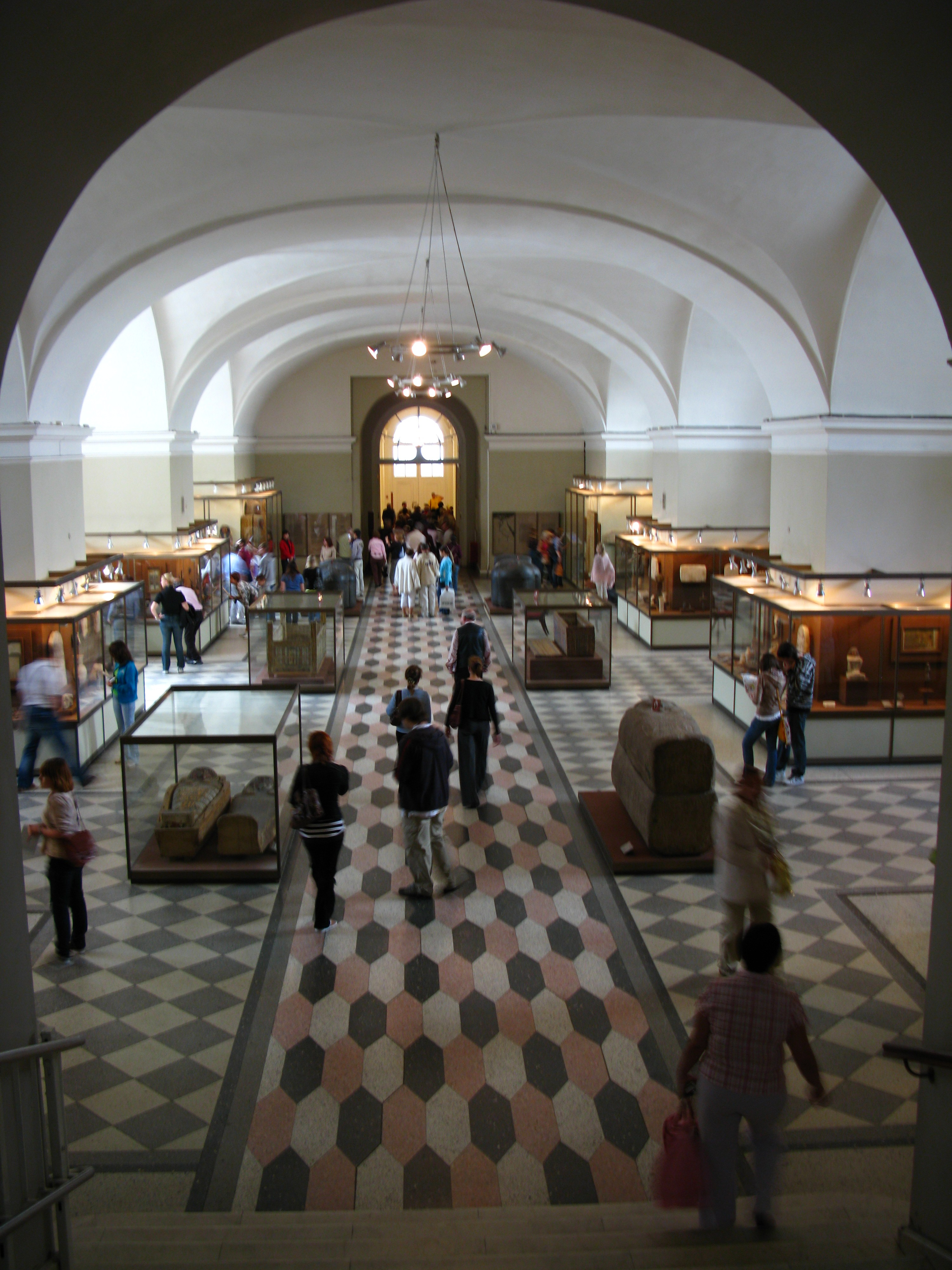
القاعة المصرية في هيرميتاج

## إدارة المتحف
مدير متحف هيرميتاج حاليا هو المستعرب الروسي البروفيسور ميخائيل بتروفسكي صاحب المؤلفات الشهيرة المترجمة للكثير من لغات العالم حول القديمة، ويتحدث بتروفسكي العربية بطلاقة، وقد تولى إدارة المتحف منذ منتصف الثمانينات خلفا لأبيه العالم الروسي سيرجي بتروفسكي، ويعمل بالمتحف حوالي 1500 موظف.

## الخدمة التطوعية
مكتب الخدمات التطوعية بهيرميتاج يقدم لجميع المهتمين فرصة فريدة للمشاركة في إدارة هذا المتحف ذو الشهرة العالمية. البرنامج ليس فقط الدعاية للأنشطة الداخلية والخارجية للمتحف ولكن إنشاء رابط بين موظفي المتحف والجمهور، ليصل المعرفة الشاملة من خبراء المتحف للجمهور. وبمكن للمتطوعين أيضا تطوير المشاريع التي تعكس أهدافهم الشخصية: والشعور بالمسؤولية تجاه الشباب وذلك ل مساعدتهم على فهم قيمة التقاليد وضرورة الحفاظ عليها.

## فروع هيرميتاج
- متحف هيرميتاج (أمستردام).
- متحف هيرميتاج (لندن).
- متحف هيرميتاج (لاس فيغاس).
- متحف هيرميتاج (فيرارا).

## وصلات خارجية
- فيلم تاريخ متحف هيرميتاج - آر تي. (بالعربية)